# The Public Defender

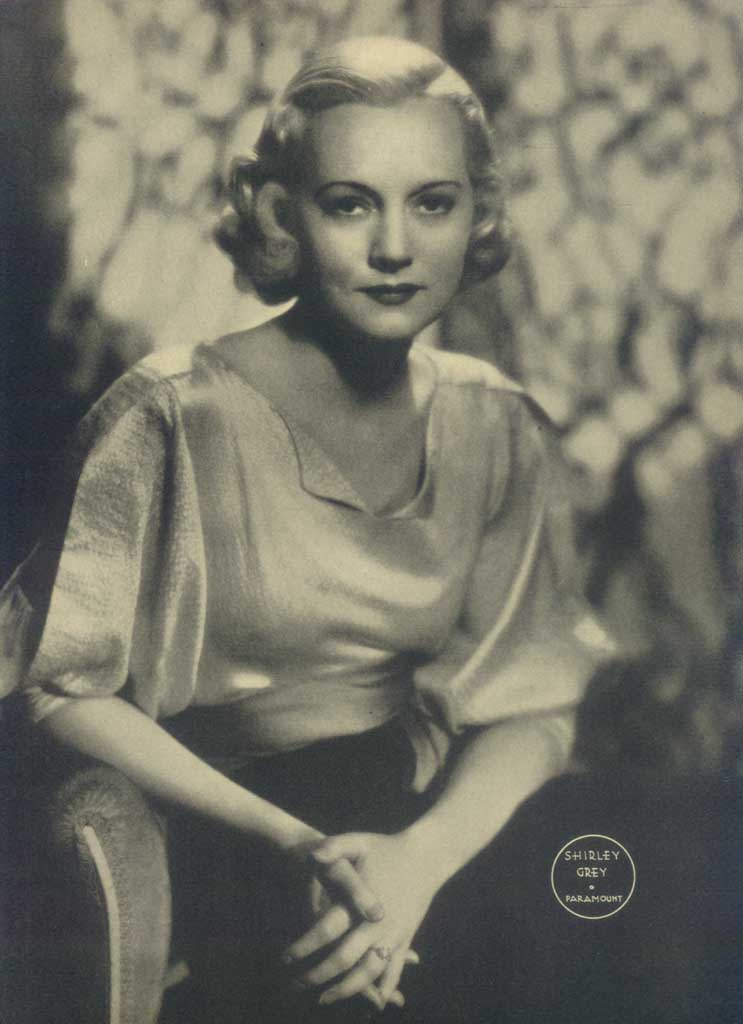
De ascendência sueca, Shirley Grey deixou o cinema em 1935. The Public Defender foi seu primeiro longa-metragem.

The Public Defender (Brasil: O Defensor Público / Portugal: O Fidalgo Ladrão) é um filme estadunidense de 1931 do gênero drama policial, dirigido por J. Walter Ruben e estrelado por Richard Dix e Shirley Grey. O roteirista Ruben fez aqui sua estreia na direção e conseguiu um sucesso de bilheteria, ainda que modesto.

## Sinopse
Pike Winslow, um rico playboy, torna-se o misterioso "The Reckoner", um justiceiro empenhado em ajudar o pai da bela Barbara Gerry, levianamente envolvido em negociatas de um banco.

## Elenco
| Ator/Atriz             | Personagem               |
| ---------------------- | ------------------------ |
| Richard Dix            | Pike Winslow             |
| Shirley Grey           | Barbara Gerry            |
| Purnell Pratt          | John Kirk                |
| Ruth Weston            | Rose Harmer              |
| Edmund Breese          | Frank Wells              |
| Frank Sheridan         | Charles Harmer           |
| Alan Roscoe            | Inspetor Malcolm O'Neill |
| Boris Karloff          | Professor                |
| Nella Walker           | Tia Matilda              |
| Paul Hurst             | Doutor                   |
| Carl Gerard            | Cyrus Pringle            |
| Robert Emmett O'Connor | Detetive Brady           |
| Phillip Smalley        | Thomas Drake             |